# 4045 Lowengrub
4045 Lowengrub este un asteroid din centura principală, descoperit pe 9 septembrie 1953 de Goethe Link Obs..